# فاسيلكوفو (كالينينغراد)
فاسيلكوفو (بالروسية: Васильково) هي مدينة في مقاطعة كالينينغراد أوبلاست في روسيا.
يبلغ عدد سكانها حوالي 4148 نسمة.